# 존 몽고메리 (스켈레톤 선수)
존 몽고메리(영어: Jon Montgomery)로 잘 알려진 조너선 라일리 몽고메리(영어: Jonathan Riley Montgomery, 1979년 5월 6일~)는 캐나다의 전직 스켈레톤 선수, 방송인이다. 2010년 동계 올림픽 남자 스켈레톤 금메달을 획득했고 세계 선수권 대회에서 은메달 2개와 동메달 1개를 획득했다. 
현역 은퇴 후에는 방송인으로 활동하고 있으며 2013년부터 《더 어메이징 레이스 캐나다》의 고정 진행자를 맡고 있다.